# Karl Stoiser
Karl Stoiser (* 1. November 1923 in Graz, Steiermark; † 15. Juni 2007 ebenda) war ein österreichischer Politiker (SPÖ).

## Leben
Karl Stoiser wollte zunächst Arzt werden, doch die fehlenden finanziellen Mitteln verhinderten diesen Berufsweg. Nach dem Besuch der Pflichtschulen absolvierte er die Handelsschule und wurde stattdessen Kaufmann. 1945 wurde er Angestellter in der Steiermärkischen Gebietskrankenkasse und stieg dank seines Talents wie auch mit Hilfe von Autodidaktik 1960 zum Abteilungsleiter empor.
1953 wurde Stoiser für die SPÖ in den Grazer Gemeinderat gewählt, dem er danach bis 1978 angehörte. Bürgermeister Gustav Scherbaum ernannte Stoiser 1962 zum Gesundheitsstadtrat der steirischen Landeshauptstadt. Scherbaum war es auch, der Stoiser 1970 zum zweiten Vizebürgermeister machte. Unter Scherbaums Nachfolger Alexander Götz wurde Stoiser 1973 Erster Vizebürgermeister.
Nach seinem Ausscheiden aus der Grazer Stadtregierung war Stoiser von 1981 bis 1986 Mitglied des Bundesrates in Wien.
Innerhalb seiner Partei saß er im Vorstand der SPÖ Steiermark. Zudem wurde er Ehrenpräsident des EURAG, des Bundes für die Ältere Generation Europas.

## Auszeichnungen
- 1984: Ehrenbürger von Graz